# The Misleading Lady
The Misleading Lady er en amerikansk stumfilm fra 1916 af Arthur Berthelet.

## Medvirkende
- Henry B. Walthall som Jack Craiger.
- Edna Mayo som Helen Steele.
- Sidney Ainsworth som Henry Tracey.
- Edward Arnold som Sidney Parker.
- Harry Dunkinson som Boney.